# Кведа-Бахви
Кведа-Бахви (груз. ქვედა ბახვი) — село в Грузии, на территории Озургетского муниципалитета края (мхаре) Гурия.

## География
Село находится в западной части Грузии, на левом берегу реки Бахвисцкали, на расстоянии приблизительно 5 километров (по прямой) к северо-востоку от города Озургети, административного центра муниципалитета. Абсолютная высота — 153 метра над уровнем моря.

## Население
По результатам официальной переписи населения 2014 года, в Кведа-Бахви проживал 681 человек (333 мужчины и 348 женщин). В национальной структуре населения грузины составляли 99,6 %, русские — 0,4 %.
| Год  | Население, человек |
| ---- | ------------------ |
| 2002 | 980                |
| 2014 | ↘ 681              |